# Indigo la End
indigo la End è un gruppo musicale giapponese guidato dal vocalist e compositore Enon Kawatani. Il gruppo pubblica l'EP di debutto nel 2012 con l'etichetta indipendente Space Shower Records, nel 2014 firma per la unBORDE sotto etichetta della Warner.

## Storia del gruppo
La band è nata nell'aprile 2009, ma ha iniziato la piena attività a febbraio 2010 dopo il cambio di un membro. A luglio del 2011 il bassista originale, E ni Naranai Kachō, lascia la band e viene sostituito, a gennaio, da Mariko Wada. Nel mese di aprile del 2012 la band pubblica l'ep di debutto Sayōnara, subarashī sekai. Mariko Wada lascia il gruppo subito dopo, a giugno, con la band che pubblica un secondo ep Nagisanite nel mese di settembre.
La band pubblica l'album di debutto Yoru ni Mahō o Kakerarete nel febbraio 2013. Due mesi dopo il vocalist Enon Kawatani debutta in un altro gruppo, Gesu no Kiwami Otome, pubblicando l'ep Doresu no nugikata. Nei Gesu no Kiwami Otome è presente anche l'ex bassista degli indigo la End, E ni Naranai Kachō. Nel mese di dicembre, il gruppo firma per la unBORDE una sotto etichetta della Warner contemporaneamente ai Gesu no Kiwami Otome. Entrambe le band pubblicano il loro album di debutto per l'etichetta principale il 2 aprile 2014: Min'na nōmaru (みんなノーマル?) per Gesu no Kiwami Otome e Ano Machi Recōdo per indigo la End.
Nel resto del 2014, la band pubblica due singoli, Hitomi ni Utsuranai e Sayonara Beru. Alla fine della performance al Countdown Japan 14/15 new years music festival, il batterista Yūsuke Ōta annuncia il suo ritiro dalla band, citando come causa le differenze di opinione sul futuro della band. Le sue ultime registrazioni sono presenti nel loro secondo album in studio, Shiawase ga Afuretara (2015).
Più tardi nel 2015, la band pubblica i singoli Kanashiku Naru Mae Ni e il double A-Side Shizuku ni Koi Shite/Wasurete Hanataba, seguito da un altro singolo nel 2016, Kokoro Ame. Nel luglio 2016, il gruppo pubblica il terzo album in studio, e il secondo album per la major, Aiiro myūjikku (2016).
Nel 2017, la canzone Kane naku inochi è stata usata come sigla di apertura della fiction televisiva giapponese Inside Mari, ed è stata pubblicata all'interno del terzo album della band, e quarto album in studio, Crying End Roll (2017). Il giorno del compleanno del leader della band Kawatani Enon, il 3 dicembre, è stato usato come data di uscita del primo singolo digitale della band, Fuyuyo no majikku seguito nel mese di aprile 2018 da un secondo singolo digitale, Haru no Iutōri, e l'annuncio del loro quinto album in studio e quarto album della major label, PULSATE, uscito nel luglio 2018.
Il 9 ottobre 2019, gli indigo la End pubblicano il loro quinto album Nureyuku Shishōsetsu.
Circa un anno e mezzo dal precedente album, viene pubblicato il sesto album, Yakō Himitsu. L'uscita dell'album era originariamente prevista per il 2020, in occasione dello spettacolo finale del tour 心実 (Shinjitsu?) il 31 gennaio 2020, ma è stata posticipata al 2021. 
Il nome del gruppo è stato ispirato dal gruppo giapponese Spitz e dal loro album Indigo Chiheisen (1996).

## Membri
- Enon Kawatani (川谷 絵音?, Kawatani Enon), vero nome Kenta Kawatani (川谷 健太?, Kawatani Kenta),[14] è il cantante, chitarrista e cantautore principale della band, è anche il frontman delle band Gesu no Kiwami Otome e Genie High.
- Curtis Osada (長田 カーティス?, Osada Kātisu), vero nome Yoshitaka Osada (長田 佳孝?, Osada Yoshitaka), è il chitarrista della band.
- Ryōsuke Gochō (後鳥 亮介?, Gochō Ryōsuke) è il bassista della band. Inizialmente era un membro di supporto, è stato promosso come membro a pieno titolo il 10 agosto 2014.[15]
- Eitarō Satō (佐藤 栄太郎?, Satō Eitarō) è il batterista della band. Inizialmente era un membro di supporto per il tour 2015 Shiawase ga Afuretara, è stato promosso come membro a pieno titolo il 17 marzo 2015.[16]

### Ex membri
- Yūsuke Ōta (オオタ ユウスケ?, Ōta Yūsuke), vero nome 太田 悠介?,[14] era il batterista della band. Nel dicembre 2014 ha lasciato la band, dopo aver registrato l'album Shiawase ga Afuretara e dopo essersi esibito al Countdown Japan 14/15 festival.[17]
- E ni Naranai Kachō (絵にならない課長? "Unpicturable Manager"), vero nome Masao Wada (和田 理生?, Wada Masao), era il bassista della band dal 2010 a luglio 2011.[2][18] Dal 2007 al 2009, Wada era un membro della band Aomune, si esibiva sotto il nome di Waden (ワデン?).[14][19][20] Dal 2012 collabora con Kawatani, con il nome di Kyūjitsu Kachō (休日課長? "Weekend Manager"), come bassista per la band Gesu no Kiwami Otome.
- Mariko Wada (和田 茉莉子?, Wada Mariko) era il bassista della band da gennaio 2012, ma ha annunciato il suo ritiro nel giugno 2012. Durante la sua permanenza con la band, ha lavorato anche come membro dei gruppi Boots on Avalanche e Far France, ed è stato in precedenza membro degli Halt.[3]

## Discografia

### Singoli

#### Come artisti principali
| Titolo                                           | Anno | Posizione più alta | Posizione più alta | Vendite (JPN) | Album                 |
| Titolo                                           | Anno | JPN Oricon         | JPN Hot 100        | Vendite (JPN) | Album                 |
| ------------------------------------------------ | ---- | ------------------ | ------------------ | ------------- | --------------------- |
| 瞳に映らない (Hitomi ni Utsuranai?)              | 2014 | 19                 | 13                 | 6,000         | Shiawase ga Afuretara |
| さよならベル (Sayonara Beru?)                    | 2014 | 24                 | 17                 | 6,000         | Shiawase ga Afuretara |
| 悲しくなる前に (Kanashiku Naru Mae ni?)          | 2015 | 12                 | 26                 | 8,000         | Aiiro myūjikku        |
| 雫に恋して (Shizuku ni Koi Shite?)               | 2015 | 16                 | 19                 | 6,000         | Aiiro myūjikku        |
| 忘れて花束 (Wasurete Hanataba?)                  | 2015 | 16                 | —                  | 6,000         | Aiiro myūjikku        |
| 心雨 (Kokoro Ame?)                               | 2016 | 18                 | 34                 | 4,000         | Aiiro myūjikku        |
| 冬夜のマジック (Fuyuyo no majikku?)              | 2017 | —                  | —                  | —             | PULSATE               |
| ハルの言う通り (Haru no Iutōri?)                 | 2018 | —                  | —                  | —             | PULSATE               |
| はにかんでしまった夏 (Hanikande Shimatta Natsu?) | 2019 | —                  | —                  | —             | Nureyuku Shishōsetsu  |
| 結び様 (Musubi-sama?)                            | 2019 | —                  | —                  | —             | Nureyuku Shishōsetsu  |
| ほころびごっこ (Hokorobi-gokko?)                 | 2019 | —                  | —                  | —             | Nureyuku Shishōsetsu  |
| チューリップ (Chuurippu?)                        | 2020 | —                  | —                  | —             | Yakō Himitsu          |
| 夜漁り (Yoasari?)                                | 2020 | —                  | —                  | —             | Yakō Himitsu          |
| 夜風とハヤブサ (Yokaze to Hayabusa?)             | 2020 | —                  | —                  | —             | Yakō Himitsu          |
| 紫苑/アバケアネ (Shion/Abakeane?)                | 2020 | —                  | —                  | —             | Yakō Himitsu          |
| フラれてみたんだよ (Furarete Mitan Da Yo?)       | 2020 | —                  | —                  | —             | Yakō Himitsu          |
| ラブ (feat. pH-1) (Rabu (feat. pH-1)?)           | 2021 | —                  | —                  | —             | Aishū Engeki          |
| 邦画 (Hōga?)                                     | 2021 | —                  | —                  | —             | Aishū Engeki          |
| 春は溶けて (Haru wa tokete?)                     | 2022 | —                  | —                  | —             | Aishū Engeki          |
| そのままの冷たさで (Sonomama no tsumeta-sa de?)  | 2022 | —                  | —                  | —             | Aishū Engeki          |
| 名前は片想い (Namae wa kataomoi?)                | 2023 | —                  | —                  | —             | Aishū Engeki          |
| 瞳のアドリブ (Hitomi no adoribu?)                | 2023 | —                  | —                  | —             | Aishū Engeki          |
| 忘れっぽいんだ (Wasureppoinda?)                  | 2023 | —                  | —                  | —             | Aishū Engeki          |
| 白いマフラー (Shiroi mafurā?)                    | 2024 | —                  | —                  | —             | Fuyu no, yū.ep        |
| 心変わり (Kokorogawari?)                         | 2024 | —                  | —                  | —             | Molting and Dancing   |
| ラムネ (Ramune?)                                 | 2024 | —                  | —                  | —             | Molting and Dancing   |
| 盲目だった (Mōmokudatta?)                        | 2024 | —                  | —                  | —             | Molting and Dancing   |

#### Come artista di supporto
| Title                            | Year | Peak chart positions | Album                        |
| Title                            | Year | JPN Hot 100          | Album                        |
| -------------------------------- | ---- | -------------------- | ---------------------------- |
| "Feel" (among Unborde All Stars) | 2016 | 53                   | Feel + Unborde Greatest Hits |

#### Singoli promozionali
| Titolo                                 | Anno | Posizione più alta      | Album                     |
| Titolo                                 | Anno | Billboard Japan Hot 100 | Album                     |
| -------------------------------------- | ---- | ----------------------- | ------------------------- |
| "Sweet Spider"                         | 2013 | 31                      | Yoru ni Mahō o Kakerarete |
| 夜汽車は走る (?, "Yogisha wa Hashiru") | 2015 | 51                      | Shiawase ga Afuretara     |